# جايلز بونيت
جايلز بونيت (بالإنجليزية: Giles Bonnet)‏ هو لاعب هوكي الحقل جنوب أفريقي، ولد في 10 فبراير 1965.